# نووناچالوفسکی
نووناچالوفسکی (به لاتین: Novonachalovsky) یک منطقهٔ مسکونی در روسیه است که در استان آستراخان واقع شده‌است.